# Vraincourt
Vraincourt (1793 und 1801 noch mit den Schreibweisen Veraincourt und Vrincourt) ist eine französische Gemeinde mit 84 Einwohnern (Stand 1. Januar 2022) im Département Haute-Marne in der Region Grand Est (bis 2015 Champagne-Ardenne). Sie gehört zum Arrondissement Chaumont und zum Gemeindeverband Chaumont. Die Einwohner nennen sich Vraincourtois und Vraincourtoises.

## Geographie
Die kleine Gemeinde Vraincourt liegt an der oberen Marne westlich der Landschaft Bassigny, 13 Kilometer nördlich der Département-Hauptstadt Chaumont. Das 3,48 km² umfassende Gemeindegebiet erstreckt sich vom linken Marne-Ufer im Osten über das flache, etwa einen Kilometer breite Marnetal bis zu den Kanten zweier Hügelketten im Südwesten. Bis auf die Gehölze an den Hängen dieser Hügel ist das Gemeindegebiet waldlos. In Vraincourt münden die beiden Flüsse Ruisseau d’Oudincourt und Ruisseau du Pré le Prêtre von Südwesten und Westen kommend in die Marne. Im Osten berührt das Gemeindeareal den parallel zur Marne verlaufenden Canal entre Champagne et Bourgogne.
Nachbargemeinden von Vraincourt (im Uhrzeigersinn, von Norden beginnend) sind: Soncourt-sur-Marne, Viéville, Bologne, Lamancine und Oudincourt.

## Bevölkerungsentwicklung
| Jahr      | 1962 | 1968 | 1975 | 1982 | 1990 | 1999 | 2006 | 2012 | 2022 |
| --------- | ---- | ---- | ---- | ---- | ---- | ---- | ---- | ---- | ---- |
| Einwohner | 82   | 68   | 84   | 103  | 108  | 92   | 95   | 88   | 84   |

Im Jahr 1836 wurde mit 214 Bewohnern die bisher höchste Einwohnerzahl ermittelt. Die Zahlen basieren auf den Daten von cassini.ehess.fr und INSEE.

## Sehenswürdigkeiten

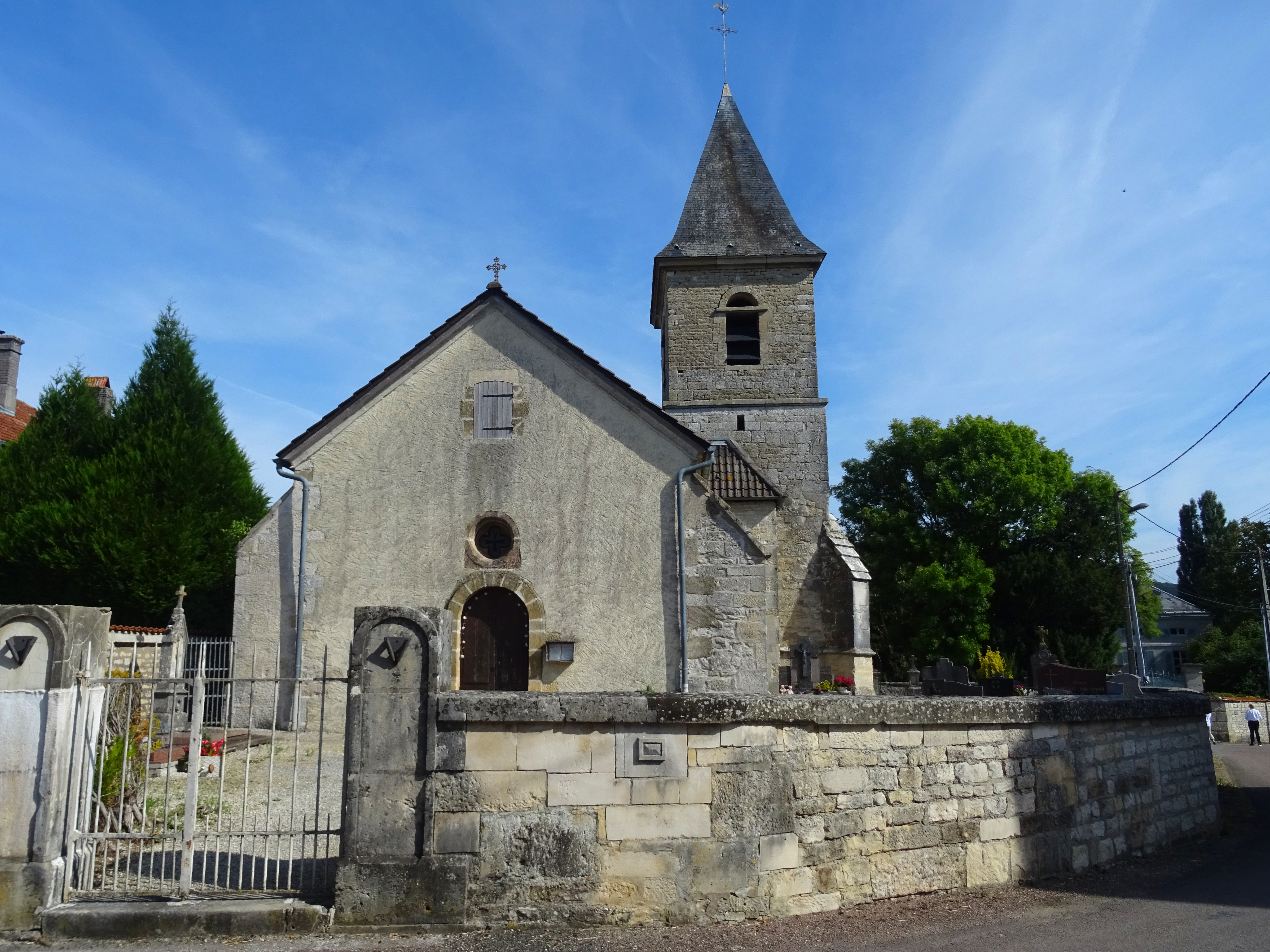
Kirche Saint-Pierre-ès-Liens

- Kirche Saint-Pierre-ès-Liens
- Wegkreuz im Südwesten des Dorfes

## Wirtschaft und Infrastruktur
In der Gemeinde sind zwei Landwirtschaftsbetriebe ansässig (Anbau von Getreide, Hülsenfrüchten und Ölsaaten).
Vraincourt ist durch die Straßenbrücke über die Marne mit der Nachbargemeinde Viéville verbunden. Durch das Gemeindegebiet von Vraincourt führt ein autobahnartig ausgebauter Abschnitt der Route nationale 67 (von Saint-Dizier nach Chaumont). Der Haltepunkt Vraincourt-Viéville liegt an der Bahnstrecke Blesme-Haussignémont–Chaumont und wird von Zügen des TER Grand Est bedient.

## Belege
1. ↑  Vraincourt, auf cassini-ehess-fr
2. ↑  Vraincourt auf cassini.ehess.fr
3. ↑  Vraincourt auf insee.fr
4. ↑  Landwirtschaftsbetriebe auf annuaire-mairie.fr (französisch)